# Musaranya de l'illa Saint Lawrence
La musaranya de l'illa Saint Lawrence (Sorex jacksoni) és una espècie de mamífer de la família de les musaranyes (Soricidae).

## Descripció
- Fa entre 9 i 10 cm de llargària total (la cua 34 mm, la resta del cos 60 i les potes posteriors 12).
- Pelatge marró amb els costats més pàl·lids.
- Els peus són blancs amb una coloració rosada.
- No presenta dimorfisme sexual.[3][4][5][6]

## Alimentació
Menja insectes i, ocasionalment, cries de rosegadors.

## Depredadors
És depredat per la guineu àrtica (Vulpes lagopus), gats, gossos, gavines i aus rapinyaires.

## Hàbitat
Viu a la tundra i a pobles antics abandonats (on insectes i ratolins són nombrosos). A l'hivern, pot envair edificis on hi hagi carn congelada o assecada.

## Distribució geogràfica
És endèmica de l'Illa Saint Lawrence (Alaska, els Estats Units).